# Holský rybník
Holský rybník o rozloze vodní plochy 3,04 ha se nalézá u vesnice Ledkov asi 2,5 km severozápadně od centra města Kopidlno v okrese Jičín. Po hrázi rybníka prochází silnice II. třídy č. 280 spojující města Kopidlno a Libáň. V blízkosti rybníka prochází železniční trať Bakov nad Jizerou – Kopidlno.
Rybník je využíván pro chov ryb.

## Galerie

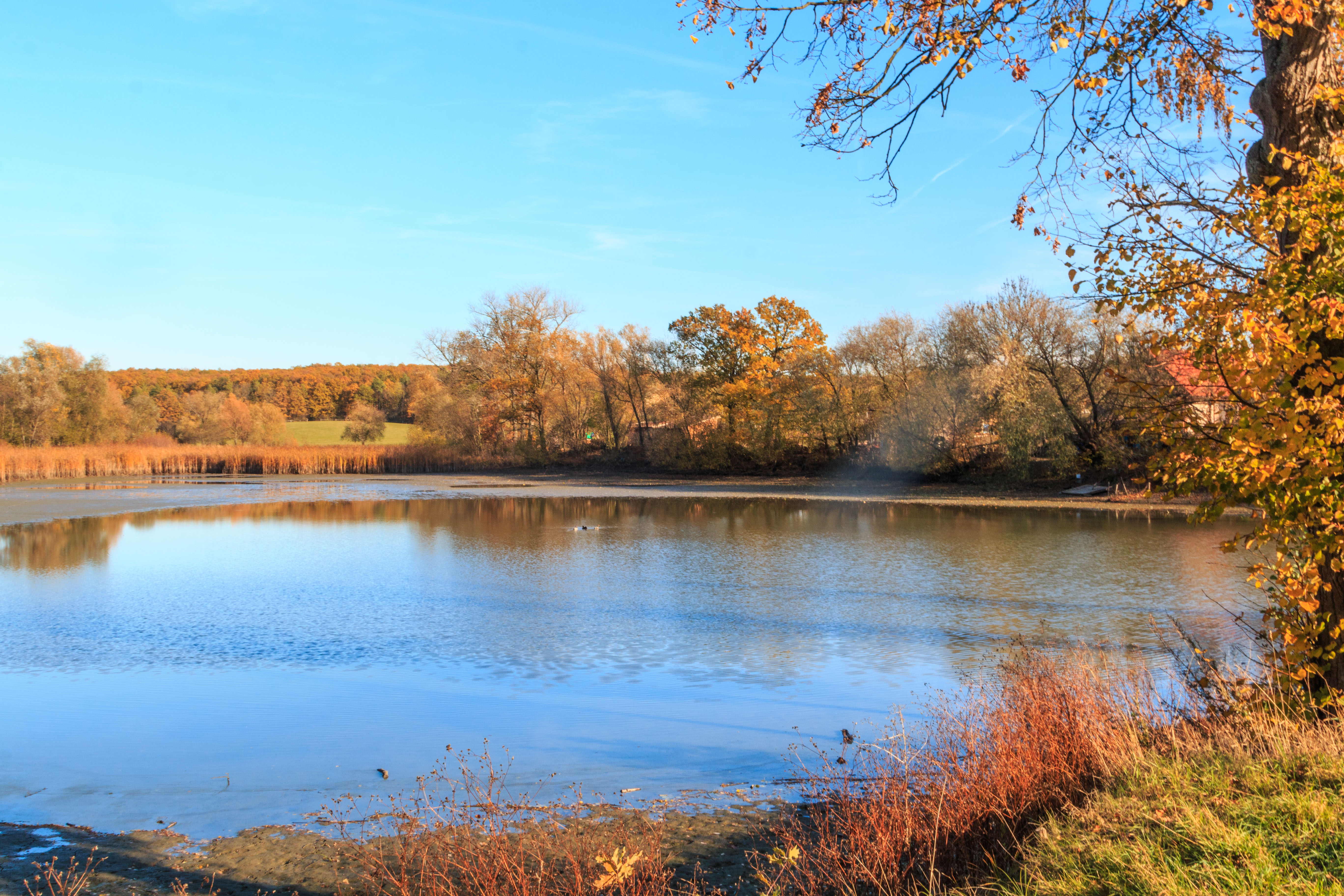
pohled na Holský rybník u Ledkova
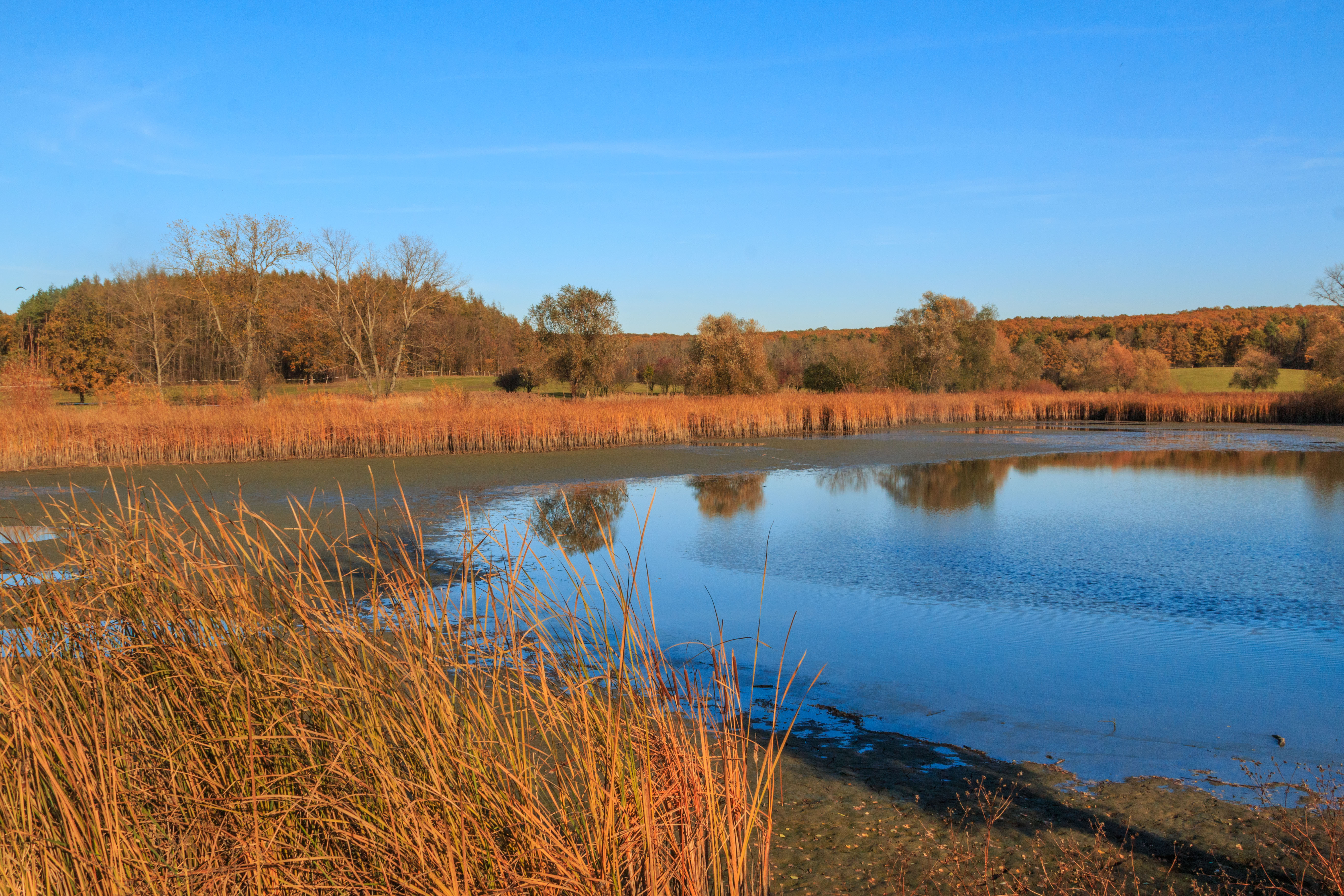
pohled na Holský rybník u Ledkova
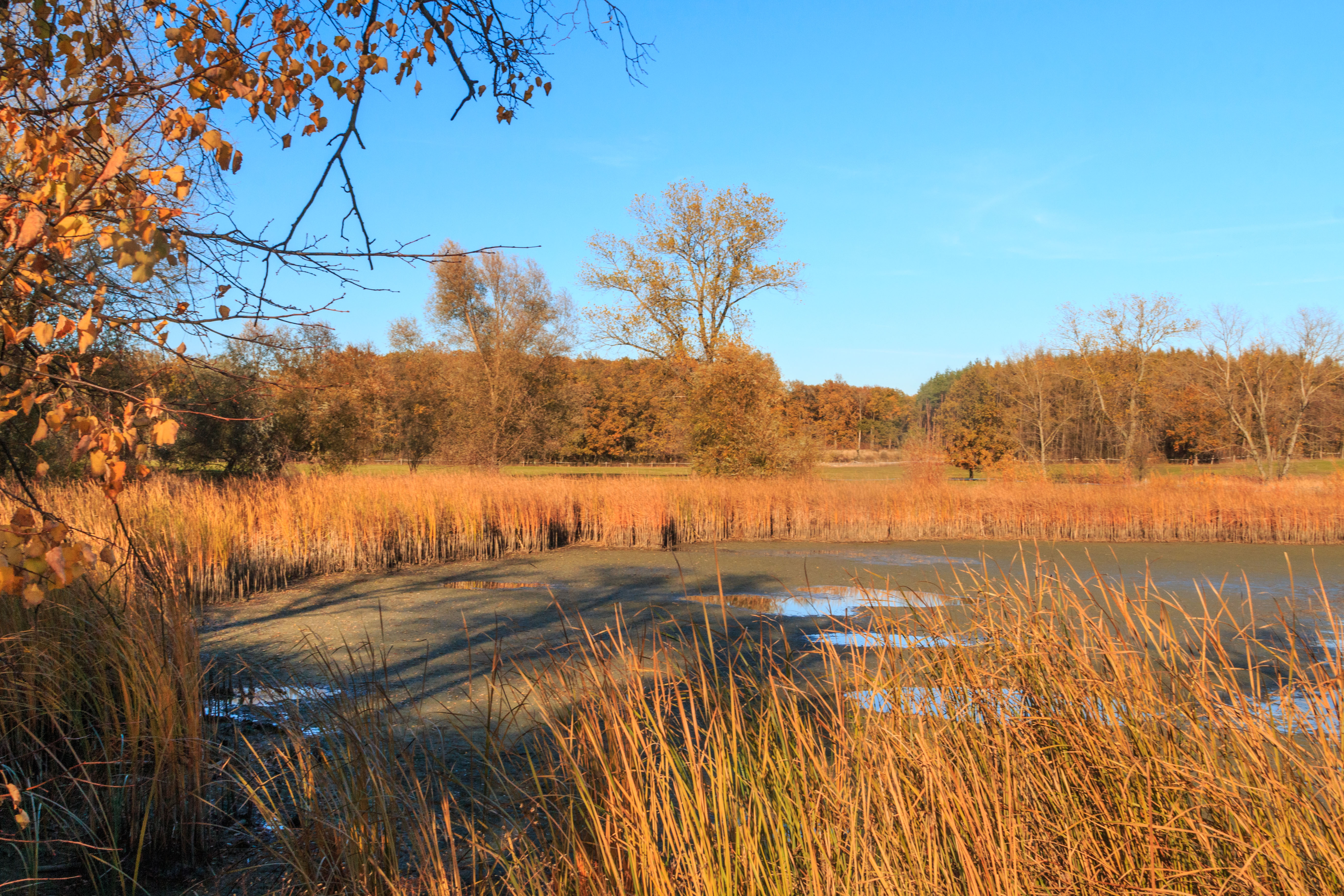
pohled na Holský rybník u Ledkova
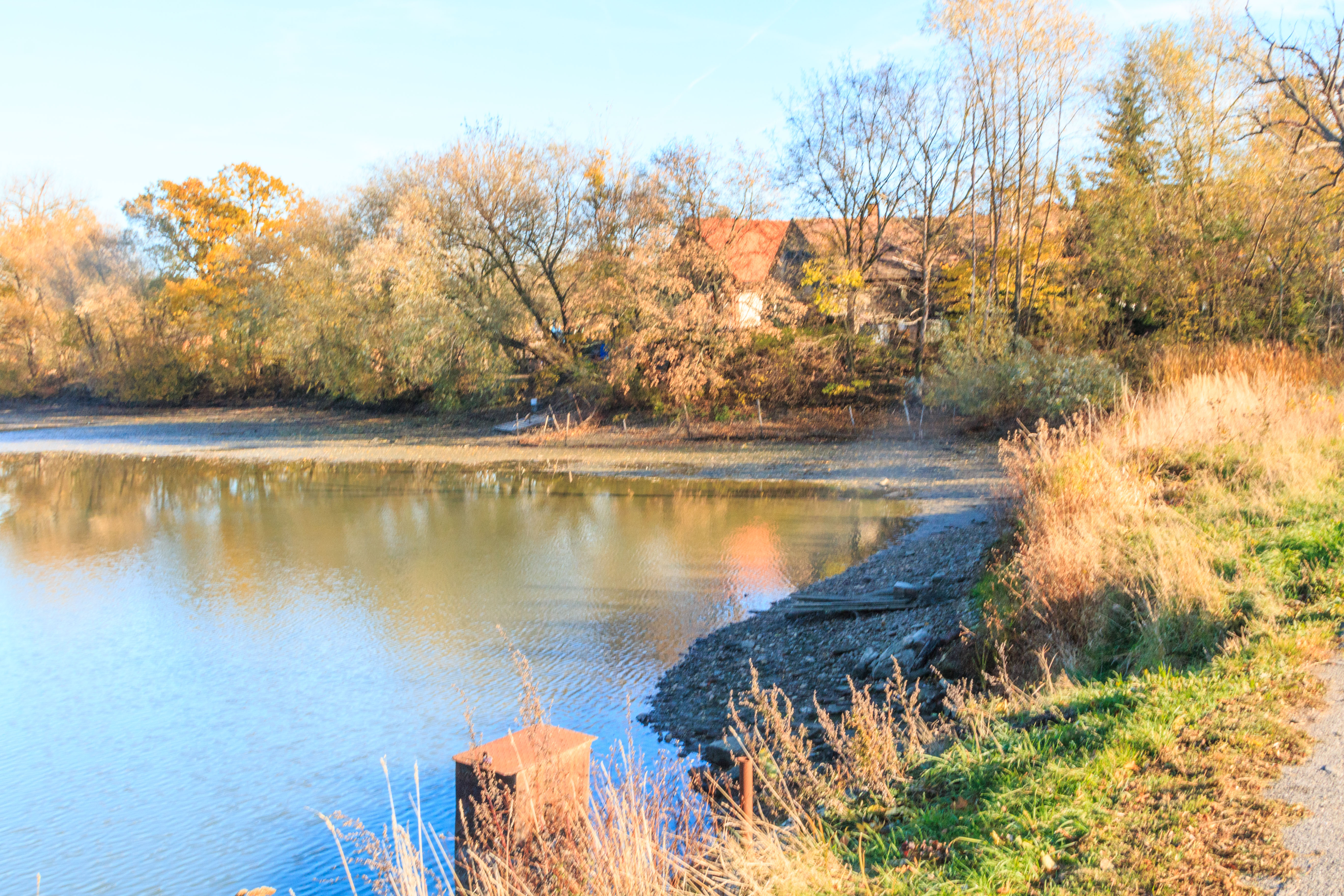
pohled na Holský rybník u Ledkova
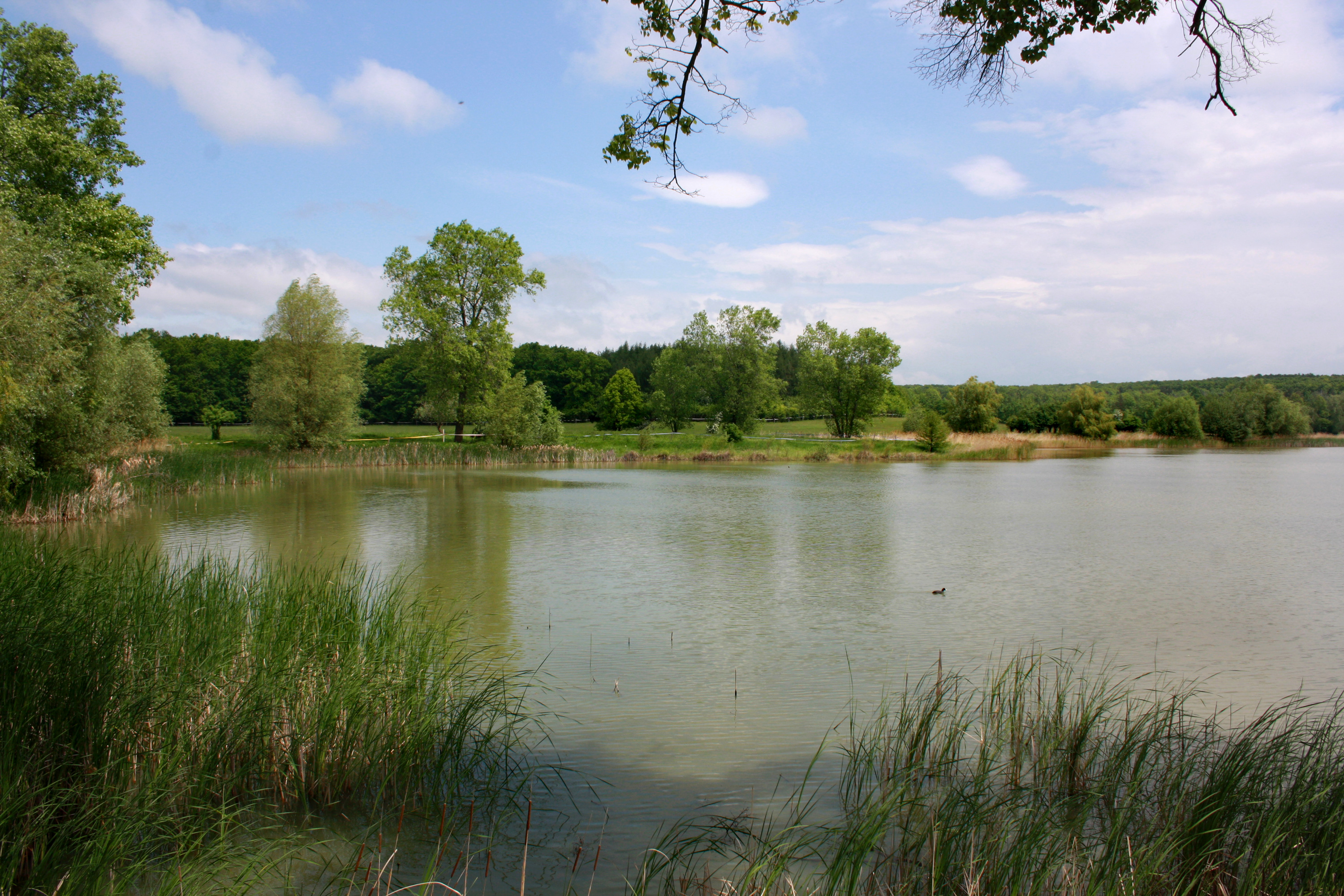
pohled na Holský rybník u Ledkova